# Blepisanis orientis
Blepisanis orientis är en skalbaggsart. Blepisanis orientis ingår i släktet Blepisanis och familjen långhorningar.

## Underarter
Arten delas in i följande underarter:
- B. o. orientis
- B. o. medionigripennis
- B. o. camerunica
- B. o. togolana